# Pseudasthenes
Pseudasthenes – rodzaj ptaków z rodziny garncarzowatych (Furnariidae).

## Występowanie
Rodzaj obejmuje gatunki występujące w Ameryce Południowej.

## Morfologia
Długość ciała 13–16 cm, masa ciała 14–24 g.

## Systematyka

### Nazewnictwo
Nazwa rodzajowa jest połączeniem greckiego słowa ψευδος pseudos – „fałszywy” oraz nazwy rodzaju Asthenes Reichenbach, 1853.

### Podział systematyczny
Takson wyodrębniony z rodzaju Asthenes. Gatunkiem typowym jest Synallaxis patagonica. Do rodzaju należą następujące gatunki:
- Pseudasthenes humicola (von Kittlitz, 1830) – koszykarek ciemnosterny
- Pseudasthenes patagonica (d’Orbigny, 1839) – koszykarek patagoński
- Pseudasthenes steinbachi (E. Hartert, 1909) – koszykarek kasztanowaty
- Pseudasthenes cactorum (Koepcke, 1959) – koszykarek kaktusowy